# 蓮田市立黒浜中学校
蓮田市立黒浜中学校（はすだしりつ くろはまちゅうがっこう）は、埼玉県蓮田市にある公立中学校。

## 所在地
- 埼玉県蓮田市大字黒浜4748番地

## 教育目標
- 求めて学ぶ
- 自立・共生・創造

1. 新しいものに挑戦する生徒
2. 主体的に行動する生徒
3. 美しい環境を創る生徒
4. 笑顔のさわやかな生徒
5. 思いやりのある生徒

## 校風
- 蓮田市立黒浜小学校と蓮田市立黒浜南小学校の卒業生が主として入学する。

## 部活動
運動部
- 野球
- サッカー
- バスケットボール
- バレーボール
- ソフトテニス
- 卓球
- バドミントン

文化部
- 吹奏楽
- 科学
- 美術

## おもな卒業生
- 小向美奈子（女優）
- ライオネス飛鳥（女子プロレスラー）
- 深川仁志（NHKアナウンサー）